# Barcita grisescens
Barcita grisescens är en fjärilsart som beskrevs av Paul Dognin 1914. Barcita grisescens ingår i släktet Barcita och familjen nattflyn. Inga underarter finns listade i Catalogue of Life.